# Género fluido

Bandera de género fluido

Las personas de género fluido son aquellas cuya identidad de género cambia involuntariamente a lo largo del tiempo. El género fluido establece periodos de transición imprecisos y variables, identificándose unas veces con uno o más géneros y otras veces con otros distintos. El género fluido no es determinado por la orientación sexual o por la presencia de determinadas características sexuales. En este sentido, se les denomina género fluido por ser una analogía a las características de los fluidos de permanecer en constante movimiento. Estas personas pueden fluir de lo masculino a lo no binario, de lo femenino a lo no binario, sólo entre géneros no binarios o entre todos los géneros. Aunque su fluir puede darse sin motivo alguno, también existen casos de mutogénero en los que la persona en cuestión puede fluir hacia un género u otro dependiendo de cuál sea su entorno, de las personas que le rodean o de su interacción con diversas cosas, objetos, animales o ideas.
Las personas del género fluido suelen sentirse del género opuesto después de días, semanas o meses, incluso horas, pero hay muy pocos casos.

## Historia: antecedentes y búsqueda de orígenes del término. Problemas para una definición
Una de las principales problemáticas para fijar una historia del género fluido es el uso ambiguo o erróneo que se le ha dado al término. Comúnmente es confundido o utilizado como sinónimo de genderqueer, transgénero o poligénero, quizás por su crítica al binarismo de género y la idea del género como un espectro.
A continuación se ofrecen algunos antecedentes de grupos no-binarios que, si bien no se pueden considerar propiamente géneros fluidos, sí han dejado huella en la construcción de identidades fluidas.

#### Travestismo
Las comunidades travestis, tanto en el espectáculo como en la política, han cuestionado los roles de género a lo largo de la historia mediante el uso de vestimentas o el montaje de performance, que dejan en entredicho la absoluta masculinidad o femineidad de los seres humanos. Sus acciones transgreden las normas sociales. Se relacionan con el género fluido, ya que buscan lo no-binario por medio de la situación y la vestimenta. Sin embargo, el travestismo solamente oscila entre lo masculino y lo femenino sin tomar en cuenta otros géneros como agénero, bigénero, trigénero, poligénero, entre otros.

### Influencia de movimientos no-binarios

#### Genderqueer
Genderqueer, o género no-binario, es el término que se utiliza para designar a varios grupos e identidades que disienten del sistema de género binario y adoptan otro tipo de modalidades para expresar su género entre las cuales se encuentran: agénero, bigénero, tercer sexo y género fluido.
Es importante reconocer la relevancia que han tenido activistas y teóricos del genderqueer en la apertura y reconocimiento del género fluido, tales como Genderqueer: Voces más allá del binario sexual, editado por Riki Wilchins, Joan Nestle y Clare Howell y Gender Trouble de Judith Butler, porque permitieron un espacio para la discusión y la visibilización de entidades del espectro de género.

## Breve perspectiva antropológica
Recientemente, los estudios de antropología también se han encargado de hacer una revisión histórica que da cuenta de las concepciones sexo-genéricas en contextos socioculturales no hegemónicos, en los cuales no son considerados propiamente como disidencias. Por ejemplo, el cortometraje A place in the middle, estrenado en mayo de 2015, se basa en los testimonios de una niña de Hawái para mostrar cómo en esta cultura las personas tienen tanto rasgos de varón como femeninos y ello es parte de su cotidianidad, de modo que el género o la categorización del mismo no es tan relevante para definir la identidad.
Otro ejemplo, posiblemente el más conocido es el término dos espíritus, o Two-spirit. Dicho término es un abanico usado por algunos indígenas norteamericanos para describir, dentro de su comunidad, a personas gay, lesbianas, bisexuales o de géneros no binarios. El término fue adoptado en 1990, en una reunión internacional indígena gay y lésbica, con el fin de reemplazar el término antropológico "bardache".
Este concepto no es equiparable a la gran mayoría de definiciones occidentales de sexualidad o identidad de género, ya que no se trata de con quién duerme la persona o con qué género se identifica. De hecho, es una identidad sagrada y espiritual, reconocida y confirmada por los Ancianos de la comunidad ceremonial de los Dos Espíritus (Elders of the Two Spirit's ceremonial community). Los roles de los que tradicionalmente se ocupan las personas identificadas como dos espíritus incluyen hacer trabajos y usar vestimenta asociada tanto a hombres como a mujeres.

## Perspectiva médica y psicológica del género fluido
Algunos críticos de la teoría queer sostienen que los géneros, las identidades sexuales y las orientaciones sexuales son el resultado de una construcción social, por lo que no se tratan de hechos esencialmente inscritos en la naturaleza humana. La bióloga Anne Fausto-Sterling señala que el miedo a la confusión por la diversa existencia de géneros impulsó a la ciencia y a la medicina a buscar criterios que establecieran el sexo anatómico y el género psicológico.
Concretamente, una persona de género fluido nace con las características morfológicas de un sexo biológico determinado y su identidad no tiende a adscribirse a ningún género binario completa o permanentemente (hombre o mujer). De esta forma, el género fluido no se determina por la presencia de determinadas características sexuales o por la orientación sexual, sino por una adhesión de identidad a ambos géneros convencionales.
En el 2012, el neurólogo Vilayanur S. Ramachandran reportó los resultados de un estudio donde personas de género fluido sufrían de una alternancia involuntaria entre los estados de identidad de hombre y mujer, a esta condición se le dio el nombre de Alternating gender incongruity (AGI). Ramachandran desarrolló la hipótesis de que esta variación entre las identidades de género tiene que ver con cambios en algunas zonas del cerebro; también podría estar relacionado con ciertos ciclos cortos del cuerpo que reflejan una permuta en el uso de los hemisferios, como es el caso del Ciclo Nasal.
Estos periodos característicos del AGI pueden ocurrir varias veces al día en momentos inoportunos, y pueden estar acompañados con la sensación de tener pechos o genitales del sexo biológico contrario. Es importante que no se le confunda con el Trastorno de Identidad Disociativo o de personalidad múltiple, aunque podrían encontrarse pocas diferencias entre dicho trastorno (TID) y algunas características de las personas de género fluido.

### Orientación sexual
Las personas con fluidez de género pueden tener cualquier orientación sexual, incluso ser alosexual (como plurisexual o monosexual) y asexual. En lugar de ser gay, heterosexual o lesbiana, alguien puede ser ginesexual o androsexual. Entre los plurisexuales pueden estar los bisexuales, pansexuales, omnisexuales y polisexuales. Otros pueden definirse como pomosexuales, ceterosexuales o simplemente queer. Todavía hay quienes se describen a sí mismos como lesbianas, sáficas o gais. Girlfag y guydyke logran ser formas de orientación y género mixto.

## Impacto de los medios de masas
Dado que se trata de un término reciente, un factor que ha influido en la circulación de este es la actividad creciente de redes sociales, así como las declaraciones de personalidades reconocidas, sobre todo del ámbito artístico, que se han asumido como género fluido. Un primer ejemplo de este fenómeno es Ruby Rose, quien ha alcanzado gran popularidad a raíz de la interpretación de su personaje Stella Carlin en la serie Orange is the New Black. En una entrevista para la revista Elle, Rose declaró que entiende el género fluido como no sentirse parte de ninguno de los dos espectros y que, en su caso, no se siente realmente como una mujer. También realizó un pequeño corto, Break free cuyo tema es la diversidad de géneros. Miley Cyrus es otra celebridad que también ha adoptado una postura respecto a la identidad de género en los medios. En una entrevista concedida para la revista "Out", aclaró que no quería ser un chico, y que en sí, no quería sujetarse a lo que la gente dice que define a un hombre o a una mujer. Resaltó también el esfuerzo que le ha tomado no acatar roles tradicionales. Aunque hay celebridades que no se han declarado propiamente en esta identidad, diversas publicaciones en línea los han englobado recientemente dentro del género fluido, como en los casos de Tilda Swinton o Steven Tyler.
Por otra parte, plataformas como Instagram, Tumblr, Facebook, Twitter y YouTube han permitido una importante apertura sobre la adopción y expresión de esta identidad de género. En ellas los usuarios pueden hablar de la transición con que viven esta parte de sus vidas, compartiendo fotografías o videos de sus cuerpos y reflexiones sobre la manera en que se expresan fuera del binarismo. Lee Luxion es actualmente una figura popular en redes. En un testimonio artículo de la cadena CNN, Luxion expresó que el género fluido engloba un cambio físico, mental e incluso emocional respecto a la manera de interactuar con el mundo.
También la industria de la moda empieza a tomar una postura al respecto. Recientemente la cadena de ropa Zara decidió lanzar una colección "Ungendered" que se ha recibido con entusiasmo en la capital de España. Para Rubén López, portavoz de la asociación LGTB Arcópoli de las universidades Complutense y Politécnica de Madrid, esta incursión en el mercado impulsa la visibilización del género fluido. María López se ha expresado sobre el género fluido como una forma de englobar a aquellos que no se sienten identificados con un género concreto o que creen que esta categoría no tiene relevancia para definir a las personas.